# Breitenbach (Kirchzell)
Breitenbach ist ein Gemeindeteil des Marktes Kirchzell im unterfränkischen Landkreis Miltenberg in Bayern.

## Geographie
Der Weiler, ehemals Kirchdorf, liegt im Odenwald auf 260 m ü. NHN im Tal des Breitenbaches am südöstlichen Fuß des 529 m hohen Geierskopfs auf der Gemarkung von Ottorfszell. Im Süden von Breitenbach verläuft die Landesgrenze zu Baden-Württemberg, im Westen die Grenze zu Hessen mit dem Dreiländerstein am 548 m hohen Kolli. Nördlich befindet sich der Weiler Dörnbach. In Breitenbach steht der älteste Bildstock des Odenwaldes aus dem Jahr 1483.

## Geschichte

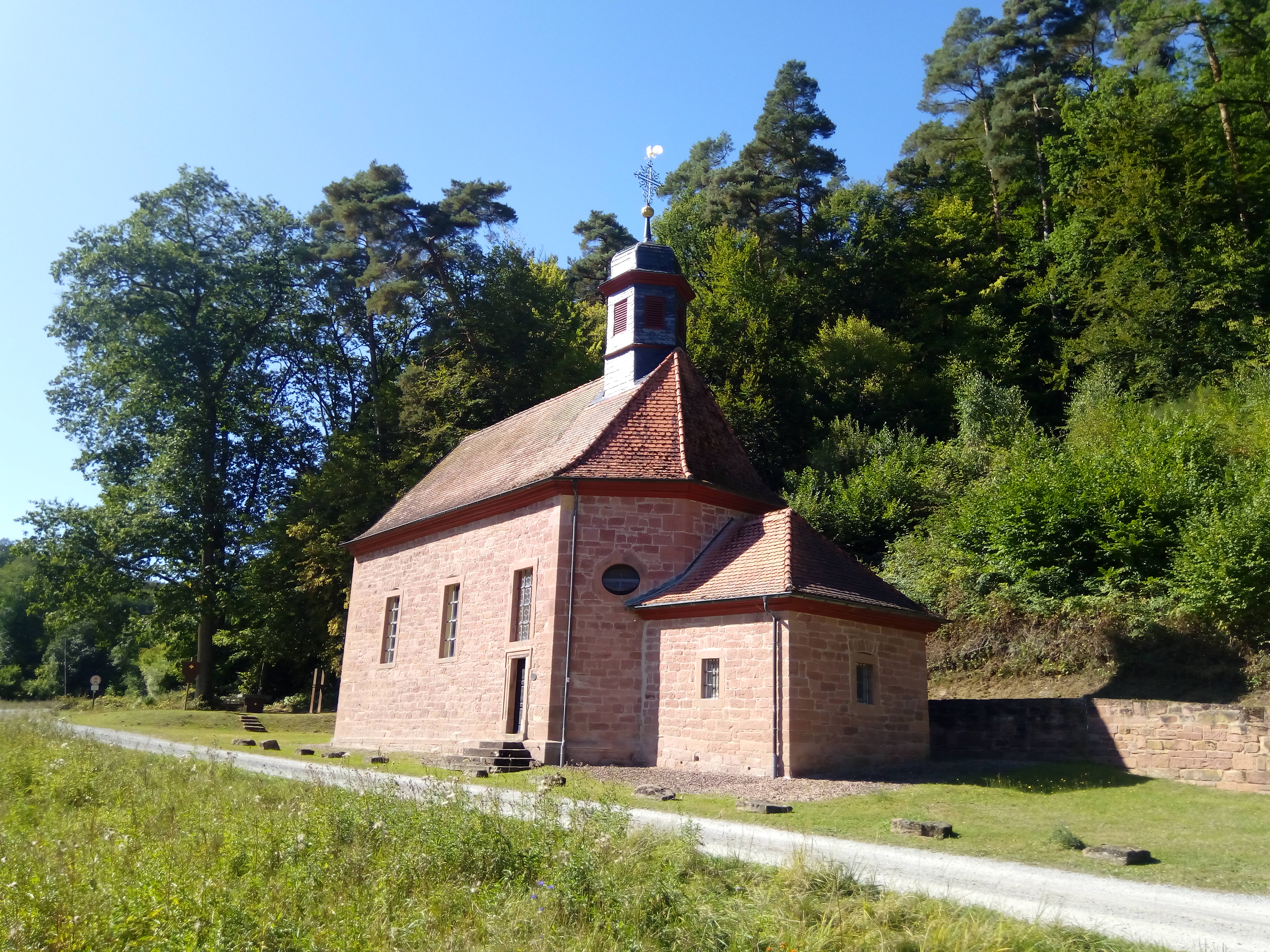
Kirche zu Breitenbach

Breitenbach gehört zu den frühen Gründungen von Kirchzell aus. Die erste Erwähnung des Dorfes datiert um 1370, 1395 ist es als Klosterlehen der Benediktinerabtei Amorbach im Amorbacher Klosterurbar beschrieben. Die Anlage der elf Höfe erfolgte in Breitstreifen als typisches Waldhufendorf. Eine Mühle bestand bis ins 19. Jahrhundert. Bis 1468 waren die Rüdt von Collenberg mit der niederen Gerichtsbarkeit belehnt. Danach besaß diese das Kloster Amorbach. Im Jahr 1803 lebten in Breitenbach 122 Menschen, 1832 waren es 14 Familien und 108 Einwohner. Im frühen 19. Jahrhundert brachten Missernten die bäuerliche Bevölkerung in Not und zwangen viele zur Abwanderung. In dieser Zeit war das fürstliche Haus Leiningen bestrebt, durch Erwerbung der Gemarkung Breitenbach seinen 1810 angelegten Wildpark abzurunden. Der letzte Bauer verließ Breitenbach im Jahr 1836, bis 1839 wurden alle Höfe durch Fürst Karl zu Leiningen aufgekauft. Dieser ließ die meisten Gebäude abbrechen sowie die Äcker und Wiesen aufforsten. 1842 wurde das verwaiste Dorf als politische Gemeinde aufgelöst. Die Gemarkung wurde in die Gemeinde Ottorfszell und 1972 in den Markt Kirchzell eingegliedert. 1950 lebten in Breitenbach  noch elf Menschen, seit 1974 gibt es keine ständigen Bewohner mehr. Von 1966 bis 1981 hatte das Watterbacher Haus, eines der ältesten Bauernhäuser im Odenwald, in Breitenbach seinen Standort, bevor es nach Preunschen versetzt wurde. 2003 verkaufte das Fürstenhaus seinen gesamten Grundbesitz im Breitenbacher Tal an Privatleute, die die verbliebenen Gebäude als Wochenend- und Ferienhäuser nutzen.
Eine Kirche in Breitenbach wird erstmals 1668 erwähnt. Der heutige Bau wurde 1741 als Filialkirche der Pfarrei Kirchzell errichtet. Die barocken Altarbilder in Öl stammen von Matthäus Günther, einem bekannten Künstler aus Augsburg, der zur gleichen Zeit in der Amorbacher Abteikirche die Deckengemälde gestaltete. Sie stellen die beiden Kirchenpatrone St. Wendelin und St. Nikolaus dar. Einige Votivtafeln, der Rokokotabernakel sowie die Kanzel und die Kommunionbank stammen von dem Mudauer Künstler Nikolaus Hooff. Die ehemalige Dorfkirche ging nicht an das Fürstenhaus über und befindet sich heute noch im Eigentum der eigentlich nur noch im Grundbuch existierenden Kirchenstiftung Breitenbach. Für die umliegenden Gemeinden blieb sie als Wallfahrtskirche zu Ehren des heiligen Wendelin von Bedeutung. 2006 wurde das Gebäude auf Initiative eines Fördervereins für 380000 Euro renoviert, wobei der Aschaffenburger Künstler Harald Germer die Neugestaltung der Fenster übernahm.